# Cyclostomatida
Cyclostomatida, o ciclostomi, è un ordine di briozoi stenolaemata, apparso per la prima volta nell'Ordoviciano inferiore. Le specie di briozoi ciclostomi erano  dominanti nel Mesozoico, ma sono poi declinati. Attualmente, i ciclostomi comprendono 6 o 7 sottordini e raramente superano il 20% delle specie di briozoi negli ecosistemi locali.

## Tassonomia
Tradizionalmente, i ciclostomi sono stati divisi in due gruppi in base all'organizzazione scheletrica. Nei ciclostomi con doppia parete, le pareti frontali esterne degli zooidi non sono calcificate; gli autozoidi hanno o un'apertura poligonale delimitata da pareti  laterali interne, oppure un'apertura subcircolare, presente in specie dove i chenozoidi riempiono gli spazi vuoti fra gli autozoidi. Al contrario, i ciclostomi a parete fissa (o a parete singola) hanno gran parte della parete frontale esterna calcificata; gli autozoidi normalmente hanno un'apertura subcircolare situata sulla parete frontale o vicino ad essa. 

## Anatomia
Tra i ciclostomi, lo scheletro calcifico è generalmente lamellare, costituito da cristalliti tabulari o simili a listelli accatastati come tessere poco inclinate rispetto alla parete. 
Le parti dure dei singoli zooidi/autozoidi sono tipicamente formate da tubi lunghi e curvi con aperture terminali di circolari o poligonali senza opercolo. Le colonie variano notevolmente nella forma in base alla specie. Molti ciclostomi hanno colonie incrostanti, saldamente cementate su substrati duri come rocce e conchiglie. Questi di solito crescono come fogli dal contorno subcircolare, macchie o anche come sistemi ramificati. La maggior parte dei ciclostomi eretti sviluppano dense colonie, con rami stretti e biforcanti. I gastrozoidi, gli zooidi con funzioni di alimentazione, sono presenti in modo uniforme attorno al ramo o sono assenti da un intero lato. Gli zooidi recentemente formati appaiono generalmente in aree distinte della colonia; ad esempio attorno alla circonferenza esterna nelle colonie incrostanti subcircolari o alle punte dei rami, sviluppando incrostazioni e folte colonie erette. 
Tutti i ciclostomi evolutisi dopo il Paleozoico hanno connessioni interzooidali attraverso i pori delle pareti laterali che separano zooidi adiacenti. Nelle forme a parete fissa, questi pori  costituiscono l'unica connessione celomica, poiché le pareti laterali si fondono e calcificano con le pareti frontali esterne. Tuttavia, nelle forme con doppia parete, le pareti frontali non sono calcificate e non sono in contatto con le pareti laterali, il che permette una più ampia connessione celomica attorno alle estremità distali delle pareti laterali. 
Il polimorfismo degli zooidi è meno evidente rispetto a quanto avviene nei Cheilostomatida. Tuttavia, quasi tutte le specie di ciclostomi hanno zooidi più ampi, i gonozoidi, con funzioni riproduttive, e alcune specie possiedono anche zooidi non dedicati alla raccolta del cibo – i cenozoidi – con ruoli di riempimento dello spazio e strutturali, che assicurano la colonia al substrato concorrendo a formare lo stolone. I ciclostomi moderni presentano poliembrionie: gli ovuli fecondati si dividono per produrre più larve geneticamente identiche che sono ospitate nei gonozoidi prima di essere rilasciate, nuotando per un breve periodo prima di fissarsi e subire metamorfosi per formare nuove colonie per gemmazione asessuata. 

## Differenziazione
La colonia viene fondata da una larva che si deposita sul substrato e si trasforma in uno zooide, l'ancestrula. Nei Cyclostomata può essere di due tipi: oloancestrula e artroancenstrula (quest'ultima, nei Crisiidae). L'ancestrula dà origine a una seconda generazione di zooidi, che a sua volta dà origine a una terza, e così via, in un processo chiamato astogenesi. In tutte le specie esiste una zona primaria di differenziazione, che è limitata alle prime generazioni e seguita da una zona in cui gli zooidi si ripetono quasi identici. In alcune specie, tuttavia, esiste una zona differenziata secondaria, che può assumere varie forme. Nelle specie in cui la colonia è ramificata, nuovi rami sorgono normalmente per divisione di una estremità distale di un ramo esistente. Un ramo avventizio, al contrario, è quello che sorge da un ramo esistente partendo da una piccola serie di zooidi differenziati, che compongono una zona secondaria. Le generazioni successive di zooidi lungo il ramo tornano in genere al normale modello di gemmazione della colonia. 

## Ecologia
Le specie Cyclostomatida moderne sono esclusivamente marini e stenoaline, con la maggior parte che vivono sulla piattaforma continentale sotto la linea delle maree. Rispetto ai cheilostomi, sono meno numerosi e diversificati a basse latitudini, con gli ambienti temperati e artici ospitano quasi tutte le specie di grandi dimensioni. Sebbene alcuni ciclostomi incrostino le alghe, la maggior parte colonizza substrati duri. Le specie incrostanti possono essere particolarmente numerose negli habitat criptici, ossia dove usano una somiglianza del loro aspetto con altri elementi del proprio habitat, ad esempio con gli interni concavi dei gusci dei bivalvi. 
I ciclostomi offrono relativamente poca resistenza per lo spazio abitativo: sono abitualmente invasi da animali più grandi come le spugne e le ascidie. Le dimensioni e il numero dei tentacoli tendono ad essere più piccoli nei ciclostomi rispetto ai cheilostomi. Di conseguenza, i ciclostomi creano correnti meno potenti coi lofofori per portare il cibo all'apertura buccale. La dimensione della colonia è piccola in molte specie incrostanti, il che suggerisce uno stile di vita opportunistico. Queste piccole colonie incrostanti vivono in genere per meno di un anno, mentre alcune delle più grandi colonie incrostanti ed erette sono senza dubbio perenni. Tuttavia, esistono scarsi dati sui tassi di crescita per i ciclostomi. 
Si sa anche poco sulla predazione, specificamente per i ciclostomi. È generalmente accettato che siano predati dai nudibranchi, dai podosomi, dagli echinodei e di pesci. 
La riproduzione avviene con lo sperma che è rilasciato dalle punte dei tentacoli, come in altri briozoi; non è mai stata osservata la fecondazione delle uova. Non è chiaro se ogni gonozoide cova una o più larve e qual è la durata del periodo di cova.